# Нерсесян, Гор
Гор Нерсесян (арм. Գոռ Ներսեսյանը; род. 15 марта 2000) — армянский боксёр, представитель полутяжёлой весовой категории. Выступал за сборную Армении по боксу в конце 2010-х — начале 2020-х годов, обладатель бронзовой медали Европейских игр в Минске, победитель и призёр ряда крупных международных турниров.

## Биография
Гор Нерсесян родился 15 марта 2000 года.
Впервые заявил о себе в боксе на международном уровне в сезоне 2019 года, когда в составе армянской сборной боксировал на турнирах в Херсоне, Минске, Львове. Благодаря череде успешных выступлений удостоился права защищать честь страны на Европейских играх в Минске, где также разыгрывался чемпионат Европы по боксу. В категории до 81 кг прошёл троих соперников по турнирной сетке, в том числе в четвертьфинале взял верх над турком Байрамом Малканом, после чего на стадии полуфиналов единогласным решением судей проиграл британцу Бенджамину Уиттекеру. Таким образом, завоевал бронзовую медаль Европейских игр и чемпионата Европы.
Пытался пройти отбор на летние Олимпийские игры 2020 года в Токио, однако на европейском олимпийском квалификационном турнире в Лондоне в 1/8 финала полутяжёлой весовой категории потерпел досрочное поражение техническим нокаутом в первом раунде от хорвата Луки Плантича.
В 2021 году на чемпионате Армении в Ереване стал серебряным призёром в первом тяжёлом весе, уступив в финале Рафаэлю Оганесяну.
В 2022 году боксировал на молодёжном европейском первенстве в Порече, в зачёте полутяжёлого веса потерпел поражение уже в стартовом своём поединке и сразу же выбыл из борьбы за медали.